# Nowotoschkiwske
Nowotoschkiwske (ukrainisch Новотошківське; russisch Новотошковское Nowotoschkowskoje) ist eine Siedlung städtischen Typs im Osten der Ukraine mit etwa 2300 Einwohnern.
Die Ortschaft liegt im Westen der Oblast Luhansk im Rajon Sjewjerodonezk, etwa 22 Kilometer nordöstlich der ehemaligen Rajonshauptstadt Popasna und 52 Kilometer nordwestlich der Oblasthauptstadt Luhansk an der Territorialstraße Т 1303. Die Stadt Kirowsk befindet sich 10 Kilometer südwestlich.
Nowotoschkiwske wurde 1956 als Siedlung Donezke-1 (Донецьке-1) gegründet und erhielt 1972 den Status einer Siedlung städtischen Typs, der Name leitet sich vom nördlich gelegenen Dorf Toschkiwka ab.
Bis zum 7. Oktober 2014 war Nowotoschkiwske  Teil der Stadtgemeinde von Kirowsk, danach wurde er in den Rajon Popasna eingegliedert.
Im Zuge des Krieges in der Ostukraine kam es 2014 und 2015 zu mehreren Artillerieangriffen auf die unmittelbar an der Kampflinie zwischen den Konfliktparteien liegende Siedlung, dabei kam es zu Toten und Verletzten in der Zivilbevölkerung.
Am 12. Juni 2020 wurde die Siedlung ein Teil der neugegründeten Stadtgemeinde Hirske, bis dahin bildete sie zusammen mit dem Dorf Scholobok (Жолобок) die gleichnamige Siedlungsratsgemeinde Nowotoschkiwske (Новотошківська селищна рада/Nowotoschkiwska selyschtschna rada) im Osten des Rajons Popasna.
Seit dem 17. Juli 2020 ist sie ein Teil des Rajons Sjewjerodonezk.

## Söhne und Töchter der Ortschaft
- Olena Tokar (* 1987), ukrainische Opernsängerin